# Motlur, Chik Ballapur
Motlur là một làng thuộc tehsil Chik Ballapur, huyện Kolar, bang Karnataka, Ấn Độ.